# Lomelosia divaricata
Lomelosia divaricata là một loài thực vật có hoa trong họ Kim ngân. Loài này được (Jacq.) Greuter & Burdet mô tả khoa học đầu tiên năm 1985.